# Martella
Genre
Martella est un genre d'araignées aranéomorphes de la famille des Salticidae.

## Distribution
Les espèces de ce genre se rencontrent en Amérique du Sud et en Amérique centrale.

## Liste des espèces
Selon World Spider Catalog (version 18.0, 21/04/2017) :
- Martella amapa Galiano, 1996
- Martella bicavata (Chickering, 1946)
- Martella camba (Galiano, 1969)
- Martella furva (Chickering, 1946)
- Martella gandu Galiano, 1996
- Martella goianensis Galiano, 1969
- Martella lineatipes F. O. Pickard-Cambridge, 1900
- Martella maria Peckham & Peckham, 1892
- Martella mutillaeformis (Taczanowski, 1878)
- Martella pasteuri Galiano, 1996
- Martella pottsi Peckham & Peckham, 1892
- Martella utingae (Galiano, 1967)

## Publication originale
- Peckham & Peckham, 1892 : Ant-like spiders of the family Attidae. Occasional Papers of the Natural History Society of Wisconsin, vol. 2, no 1, p. 1-84 (texte intégral).